# Aquaspirillum
Genre
Les Aquaspirillum forment un genre de bactéries à gram négatif de forme hélicoïdale appartenant à la famille des Chromobacteriaceae, dans le groupe des Pseudomonadota.

## Taxonomie
Le genre Aquaspirillum prend son origine en 1832 lorsque le genre Spirillum a été créé pour inclure les bactéries hélicoïdales. En 1957, le genre Spirillum a été remanié mais ce n'est qu'en 1973 que le genre Aquaspirillum est créé à la suite de la division du genre en Aquaspirillum, Oceanospirillum et Spirillum.
Après avoir été classé dans la famille des Neisseriaceae, les Aquaspirillum sont désormais classées dans celle des Chromobacteriaceae.
Le nom correct complet (avec auteur) de ce taxon est Aquaspirillum Hylemon et al. 1973.
L'espèce type est Aquaspirillum serpens (Müller 1786) Hylemon et al. 1973.

### Étymologie
L'étymologie du nom de genre Aquaspirillum est basée sur le mot aqua et se résume ainsi : A.qua.spi.ril.lum. L. fem. n. aqua, eau; Gr. fem. n. speîra, une spiralle; N.L. neut. dim. n. spirillum, une petite spiralle; N.L. neut. dim. n. Aquaspirillum, Une petite spiralle aquatique.

### Espèces
- Aquaspirillum arcticum Butler et al. 1990
- Aquaspirillum bengal Kumar et al. 1974
- Aquaspirillum dispar Hylemon et al. 1973
- Aquaspirillum polymorphum (Williams and Rittenberg 1957) Hylemon et al. 1973
- Aquaspirillum putridiconchylium (Terasaki 1961) Hylemon et al. 1973
- Aquaspirillum serpens (Müller 1786) Hylemon et al. 1973, espèce type
- Aquaspirillum soli Moya et al. 2017

### Espèces déplacées dans un autre genre
- Aquaspirillum anulus (Williams and Rittenberg 1957) Hylemon et al. 1973 → Giesbergeria anulus (Williams and Rittenberg 1957) Grabovich et al. 2006
- Aquaspirillum aquaticum Hylemon et al. 1973 → Comamonas aquatica (Hylemon et al. 1973) Wauters et al. 2003
- Aquaspirillum autotrophicum Aragno and Schlegel 1978 → Herbaspirillum autotrophicum (Aragno and Schlegel 1978) Ding and Yokota 2004
- Aquaspirillum delicatum (Leifson 1962) Hylemon et al. 1973 → Curvibacter delicatus (Leifson 1962) Ding and Yokota 2004
- Aquaspirillum fasciculus Strength et al. 1976 → Prolinoborus fasciculus (Strength et al. 1976) Pot et al. 1992
- Aquaspirillum giesbergeri (Williams and Rittenberg 1957) Hylemon et al. 1973 → Giesbergeria giesbergeri (Williams and Rittenberg 1957) Grabovich et al. 2006
- Aquaspirillum gracile (Canale-Parola et al. 1966) Hylemon et al. 1973 → Hylemonella gracilis (Canale-Parola et al. 1966) Spring et al. 2004
- Aquaspirillum itersonii (Giesberger 1936) Hylemon et al. 1973 → Novispirillum itersonii (Giesberger 1936) Yoon et al. 2007
- Aquaspirillum magnetotacticum Maratea and Blakemore 1981 → Magnetospirillum magnetotacticum (Maratea and Blakemore 1981) Schleifer et al. 1992
- Aquaspirillum metamorphum (Terasaki 1961) Hylemon et al. 1973 → Simplicispira metamorpha (Terasaki 1961) Grabovich et al. 2006
- Aquaspirillum peregrinum (Pretorius 1963) Hylemon et al. 1973 → Insolitispirillum peregrinum (Pretorius 1963) Yoon et al. 2007
- Aquaspirillum psychrophilum (Terasaki 1973) Terasaki 1979 → Simplicispira psychrophila (Terasaki 1973) Grabovich et al. 2006
- Aquaspirillum sinuosum (Williams and Rittenberg 1957) Hylemon et al. 1973 → Giesbergeria sinuosa (Williams and Rittenberg 1957) Grabovich et al. 2006

## Description
Les Aquaspirillum sont des bactéries de formes hélicoïdales et rigides à l'exception de A. delicatum et A. fasciculus (ces deux espèces ne font plus partie des Aquaspirilum). Les bactéries mesurent 0,2 µm à 1,5 µm de diamètre. Elles ont tous une membrane polaire sous leur membrane cytoplasmique, et ont généralement deux touffes de flagelles, sur chaque pôle. Elles peuvent aussi n'avoir qu'un seul flagelle à chaque pôle au lieu de l'une ou l'autre de ces touffes,.